# Pleuretra alpium
Pleuretra alpium is een raderdiertjessoort uit de familie Philodinidae. De wetenschappelijke naam van deze soort is voor het eerst geldig gepubliceerd in 1853 door Ehrenberg.